# 1979年スペイン総選挙
1979年スペイン総選挙（1979ねんスペインそうせんきょ）は、1979年3月1日に行なわれたスペインの国会を構成する議員を選出するための総選挙。新憲法が前年の12月に国民投票を経て成立し公布されたのに伴って実施された。本稿ではスペイン下院の選挙結果についてのみ取り上げる。

## 概要
フランコ体制が崩壊して、新憲法公布によって実質的な民主国家となって以降、初めとなる総選挙は、単独過半数を獲得して安定した政権運営を行ないたいスアレス首相率いる民主中道連合と支持を拡大しつつあったゴンサーレス書記長率いる社会労働党による二大政党の争いとなった。
- 選挙権
  - 18歳以上のスペイン国民
- 選挙制度[1]
  - 下院：県単位（52県）の比例代表制（350議席）
    - 選挙区定数は人口比例で配分される。但し、アフリカ地域の2県（セウタ・メリージャ）は定数1の小選挙区制
    - 投票は政党あるいはその連合のリストを選択する。個人候補は認められない。
    - 各リストへの議席配分は、県単位のドント式で実施するが、得票率が3％未満のリストは議席配分の対象外となる。

  - 上院：県や自治州を単位とした大選挙区制

## 選挙結果
投票日：1979年3月1日
- 有権者数：26,836,490
- 有効得票数：17,990,915
- 投票率：68.04％

| 党派                                        | 得票数    | 得票率 （%） | 議席数 |
| ------------------------------------------- | --------- | ------------ | ------ |
| 民主中道連合（UCD）                         | 6,268,593 | 34.84        | 168    |
| 社会労働党（PSOE）                          | 5,469,813 | 30.40        | 121    |
| スペイン共産党（PCE）                       | 1,938,487 | 10.77        | 23     |
| 民主同盟（CD）                              | 1,088,578 | 6.05         | 10     |
| 集中と統一（CiU）                           | 483,353   | 2.69         | 8      |
| バスク民族主義党（EAJ-PNV）                 | 296,597   | 1.65         | 7      |
| アンダルシーア主義党（PSA-PA）              | 325,842   | 1.81         | 5      |
| エリ・バタスナ（HB）                        | 172,110   | 0.96         | 3      |
| 国民同盟党（UN）                            | 378,964   | 2.11         | 1      |
| カタルーニャ共和主義左翼-民族戦線（ERC-FN） | 123,452   | 0.69         | 1      |
| バスク左翼（EE）                            | 85,677    | 0.48         | 1      |
| カナリア人民連合（UPC）                     | 58,953    | 0.33         | 1      |
| アラゴン地方主義党（PAR）                   | 38,042    | 0.21         | 1      |